# Дмитревський Володимир Іванович
Володимир Іванович Дмитревський (1908-1978) — російський письменник, критик, дослідник фантастики. Член СП СРСР.

## Біографія
Закінчив Інститут червоної професури.
1 жовтня 1948 р. був заарештований, а 25 травня 1949 засуджений на 15 років, звільнений в 1956 році.
Жив і помер у Ленінграді. 

## Літературна творчість
Почав друкуватися в 1923 році. У літературі дебютував в 1927 році з реалістичними
повістями та оповіданнями. В таборах познайомився з Б. Четвериковим, у співавторстві з яким написав роман «Ми мирні люди» (1960). Автор серії з чотирьох романів про долю комуніста Дмитра Муромцева: «Бий, барабан!» (1961), «Давай зустрінемося в Глазго» (1967), «Вітер в старих липах» (1975), «Астроном вірний зірок» (1974). Написав також книгу з серії «Життя чудових людей» про одного з керівників Комуністичного інтернаціоналу О. П'ятницького.
В кінці 1950-х років, під впливом Е. П. Брандиса, захопився фантастикою, з 1957 року активно виступав з критичними статтями про неї головним чином у співавторстві з Брандисом. Співпраця з останнім вилилося у створення цілого ряду цікавих статей з проблем наукової фантастики і двох книг, що стали класикою вітчизняного фантастоведения — «Дорога до зірок» (1961) і нарису творчості В. Єфремова «Через гори часу» (1963). Заслуговують уваги і статті, написані Дмитревським самостійно, в яких критик у важкий для радянської наукової фантастики час відстоював її право на «крилату мрію». Упорядник багатьох збірок наукової фантастики. Є одним з авторів написаної ленінградськими письменниками фантастичної повісті - буриме «Літаючі кочівники».

## Твори
- Дмитревський Ст. Демпінг. - Л., 1931
- Дмитревський Ст. Їм загрожує смерть. - М., ОГИЗ, 1931
- Дмитревський Ст. Містер Фіш сердиться на більшовиків. - Л.: ОГИЗ-Прибій, 1931
- "Дмитревський Ст.", "Четвериков Б." Ми мирні люди. Л.: Леніздат, 1960, 1966.
- "Дмитревський в. І." Бий, барабан! — Л., Детгиз, 1961.
- "Дмитревський в. І.", "Брандис Е. П." Дорога до зірок // Зірка. 1961. № 12. С. 181-186.
- "Дмитревський в. І.", "Брандис Е. П." Через гори часу. М.; Л.: Сов. письменник, 1963. - 220 с., 10 000 екз.
- Дмитревський в. І., Брандис Е. П. Дзеркало тривог і сумнівів. М.: Знання, 1967
- "Дмитревський в. І." Давай зустрінемося в Глазго : повість / [Іл.: "М. С. Беломлинский" ]. Л.: Леніздат, 1967. — 360 с.: іл., 65 000 екз.
- "Дмитревський Ст.", "Стругацькі А. і Б.", "Ларіонова О.", "Шалімов А.", "Мееров А.", "Шейкін А.", "Томілін А.", "Невінський Ст.", "Гір Р." Літаючі кочівники: повість-буриме // Ватра. 1968. № 9. С. 49-53.
- "Дмитревський в. І." Рафаель Хитаров // Ватажки комсомола. М.: Молода гвардія, 1974. "3-е изд., іспр.": 1978 («ЖЗЛ»)
- "Дмитревський в. І." Вітер в старих липах: Повість. Л.: Сов. письменник, 1975. - 264 с., 30 000 екз.
- "Дмитревський в. І." Астроном вірний зірок. Л.: Леніздат, 1974. - 360 с., 100 000 екз.
- "Дмитревський В. І." П'ятницький О. А.. М: Молода гвардія, 1971. — 272 с. («ЖЗЛ»), 65 000 екз.
- Дмитрівська в. І. Десять сходинок до перемоги. М: Политиздат, 1976